# تندورک
تندورک (به لاتین: Tandurak) یک منطقهٔ مسکونی در افغانستان است که در ولایت بلخ واقع شده‌است.